# Diethell Columbus
Diethell Columbus Murata (Lima; 19 de marzo de 1981) es un abogado, docente universitario y analista político peruano. Fue congresista de la república durante el periodo parlamentario 2020-2021.

## Biografía
Realizó sus estudios escolares en los colegios San Antonio de Padua y San Francisco Solano de Lima. Antes de ingresar a la Universidad estudió Diseño Gráfico Publicitario.
En 1999 inició sus estudios en la Universidad Nacional Federico Villarreal, en la cual estudió Derecho y obtuvo el título profesional de abogado. Realizó estudios de Administración y Gestión Pública en el Centro de Altos Estudios Nacionales, de Gobernabilidad y Gerencia Política en la Pontificia Universidad Católica del Perú y estudios de Maestría en Solución de Conflictos en la Universidad de San Martín de Porres.

## Vida política
Inicio sus actividades como servidor público en el año 2002 en la Municipalidad Distrital de San Isidro de la capital de la República del Perú.
Cuando tenía 26 años asumió, por primera vez, un puesto como Gerente Público en la Municipalidad Distrital de Pueblo Libre de la capital de la República del Perú, desempeñando los puestos directivos de Gerente de Asesoría Jurídica, Procurador Público Municipal (e) y Secretario General (e).
A retornar a la Municipalidad Distrital de San Isidro de la capital de la República del Perú, se desempeñó como Secretario General, Asesor de Alcaldía, Gerente de Asesoría Jurídica (e) y finalmente como Gerente Municipal. En 2015 pasó a trabajar en la Municipalidad de Jesús María de la capital de la República del Perú, desempeñándose como Asesor de Alcaldía, Secretario General, Gerente de Asesoría Jurídica y finalmente como Gerente Municipal. 
A fines de 2017 renuncia a sus labores municipales y asume el cargo de asesor principal de la Comisión OCDE del Congreso de la República del Perú. En 2019, asumió funciones como asesor de la Presidencia del Parlamento Andino.
Se ha desempeñado como docente en la Facultad de Derecho de la Universidad de San Martín de Porres, así mismo en la Escuela de Educación a Distancia de la Universidad Nacional Federico Villarreal y la Facultad de Derecho de la Universidad Inca Garcilaso de la Vega.
Desde hace varios años participa como analista político en diversos programas de televisión de señal abierta y de televisión por cable (nacionales e internacionales).
En las elecciones municipales de 2018 postuló a la Alcaldía de Lima por el fujimorismo representado por el partido político Fuerza Popular; sin embargo, quedó en el puesto 8 de 20 candidatos al sillón municipal capitalino.

### Congresista
En las elecciones extraordinarias de 2020 fue elegido congresista por Fuerza Popular para el periodo complementario 2020-2021. Obtuvo la segunda votación más alta de todos los candidatos de su agrupación política.
Actualmente, como parlamentario, es Portavoz Titular del Grupo Parlamentario Fuerza Popular, asimismo es miembro titular de la Comisión Permanente del Congreso.
Representa al Grupo Parlamentario Fuerza Popular en la Junta de Portavoces del Parlamento Peruano y es miembro titular de las Comisiones Parlamentarias de Economía, Banca, Finanzas e Inteligencia Financiera y de la de Transportes y Comunicaciones.
Columbus apoyó la moción de vacancia contra Martín Vizcarra, siendo uno de los 105 parlamentarios que votó a favor del proceso de destitución en noviembre de 2020.